# Resolutie 1760 Veiligheidsraad Verenigde Naties
Resolutie 1760 van de Veiligheidsraad van de Verenigde Naties werd unaniem door de VN-Veiligheidsraad aangenomen op 20 juni 2007 en verlengde het panel van experts dat toezag op de uitvoering van de sancties tegen Liberia en schendingen ervan onderzocht met een half jaar.

## Achtergrond
Na de hoogtijdagen onder het decennialange bestuur van William Tubman, die in 1971 overleed, greep Samuel Doe de macht. Diens dictatoriale regime ontwrichtte de economie en er ontstonden rebellengroepen tegen zijn bewind, waaronder die van de latere president Charles Taylor. In 1989 leidde de situatie tot een burgeroorlog waarin de president vermoord werd. De oorlog bleef nog doorgaan tot 1996. Bij de verkiezingen in 1997 werd Charles Taylor verkozen en in 1999 ontstond opnieuw een burgeroorlog toen hem vijandige rebellengroepen delen van het land overnamen. Pas in 2003 kwam er een staakt-het-vuren en werden VN-troepen gestuurd. Taylor ging in ballingschap en de regering van zijn opvolger werd al snel vervangen door een overgangsregering. In 2005 volgden opnieuw verkiezingen, waarna Ellen Johnson-Sirleaf de nieuwe president werd.

## Inhoud

### Waarnemingen
Eerder was besloten het embargo tegen ruwe diamant uit Liberia te beëindigen. Het land was recent ook toegelaten als deelnemer van het Kimberley-Proces. Ondanks de vooruitgang bleef de situatie er echter een bedreiging van de internationale vrede en veiligheid.

### Handelingen
De secretaris-generaal werd gevraagd voor een periode van zes maanden een panel van drie experts op te richten om het onderzoek naar de uitvoering van de andere maatregelen tegen Liberia en schendingen ervan voort te zetten, de impact ervan in te schatten, de uitvoering van de nieuw bosbouwwetgeving in te schatten en de naleving van het Kimberley-Proces in te schatten.

## Verwante resoluties
- Resolutie 1750 Veiligheidsraad Verenigde Naties
- Resolutie 1753 Veiligheidsraad Verenigde Naties
- Resolutie 1777 Veiligheidsraad Verenigde Naties
- Resolutie 1792 Veiligheidsraad Verenigde Naties

Lijst ·  1739 ·  1740 ·  1741 ·  1742 ·  1743 ·  1744 ·  1745 ·  1746 ·  1747 ·  1748 ·  1749 ·  1750 ·  1751 ·  1752 ·  1753 ·  1754 ·  1755 ·  1756 ·  1757 ·  1758 ·  1759 ·  1760 ·  1761 ·  1762 ·  1763 ·  1764 ·  1765 ·  1766 ·  1767 ·  1768 ·  1769 ·  1770 ·  1771 ·  1772 ·  1773 ·  1774 ·  1775 ·  1776 ·  1777 ·  1778 ·  1779 ·  1780 ·  1781 ·  1782 ·  1783 ·  1784 ·  1785 ·  1786 ·  1787 ·  1788 ·  1789 ·  1790 ·  1791 ·  1792 ·  1793 ·  1794